# Teufelskanzel (Nienstedt)

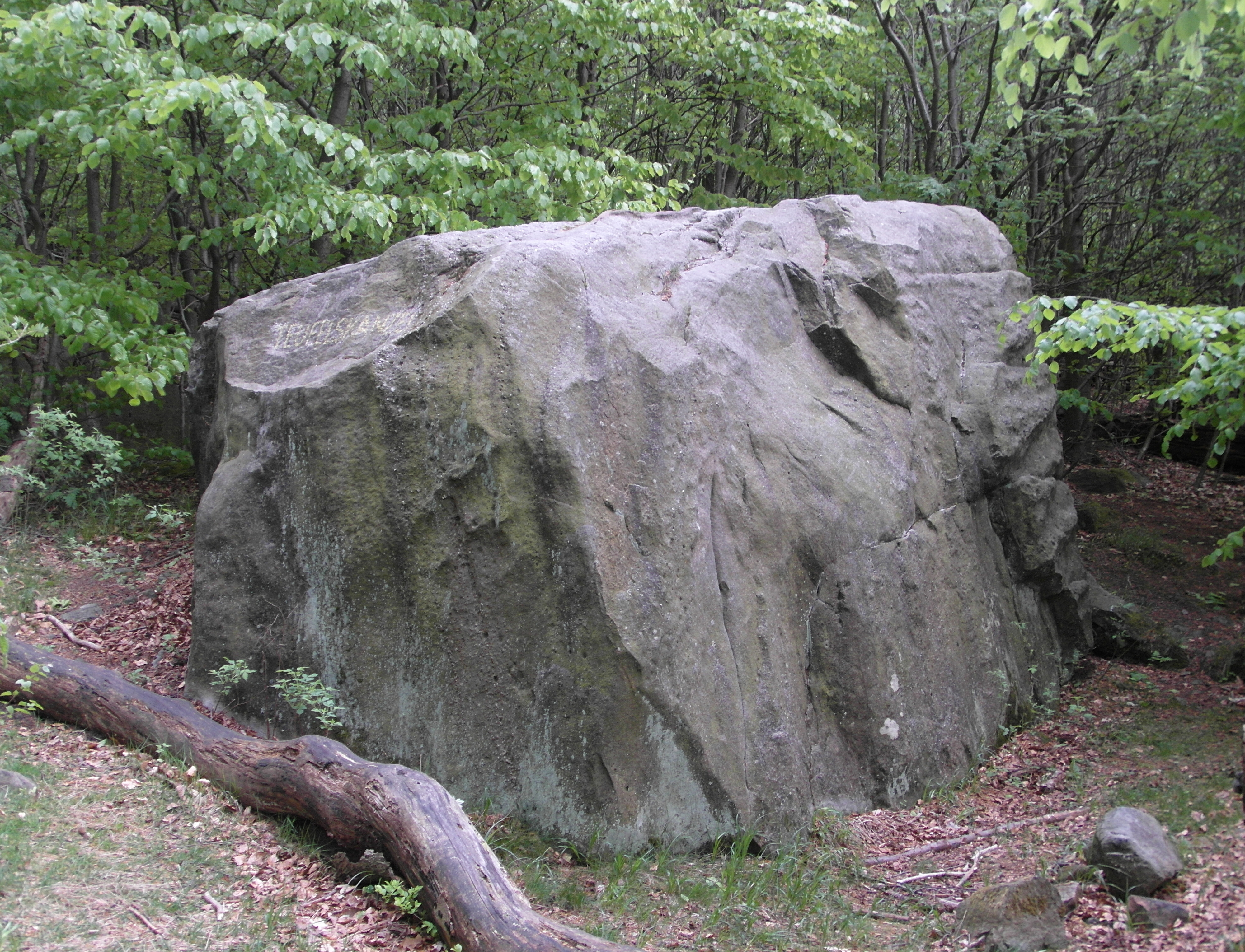
Die Teufelskanzel

Die Teufelskanzel ist eine als Naturdenkmal ausgewiesene Felsklippe im Deister bei Nienstedt, einem Stadtteil von Bad Münder am Deister im Landkreis Hameln-Pyrmont in Niedersachsen.

## Geographie

### Lage
Die Teufelskanzel befindet sich etwa 2 km nördlich der Ortsmitte von Nienstedt auf dem Südwesthang des Deisters etwa 100 m unterhalb des Kamms. Die Klippe liegt westnordwestlich des 382 m ü. NHN hohen Reinekensiekskopfs etwa im Bereich der 350-m-Höhenlinie, vom Gipfel ist sie etwa 400 m entfernt. Etwa 20 m nordwestlich der Teufelskanzel verläuft ein auch als Trasse einer Versorgungsleitung des Nordmannsturms dienender, anspruchsvollerer Abschnitt eines Wanderwegs von Nienstedt über die Wallmannshütte zum Deisterkamm.

### Teufelskammer
Die Teufelskanzel liegt in der Teufelskammer, einem Bereich des Staatsforst im Deister zwischen dem Nordmannsturm und der Alten Taufe. Neben der forstwirtschaftlichen Nutzung des Rotbuchenwalds gab es hier einen Steinbruch östlich der Teufelskanzel beim Nordmannsturm sowie mehrere Stollen wie dem Teufelskammerstollen etwa 500 m westlich der Teufelskanzel zur Förderung von Steinkohle.

## Beschreibung

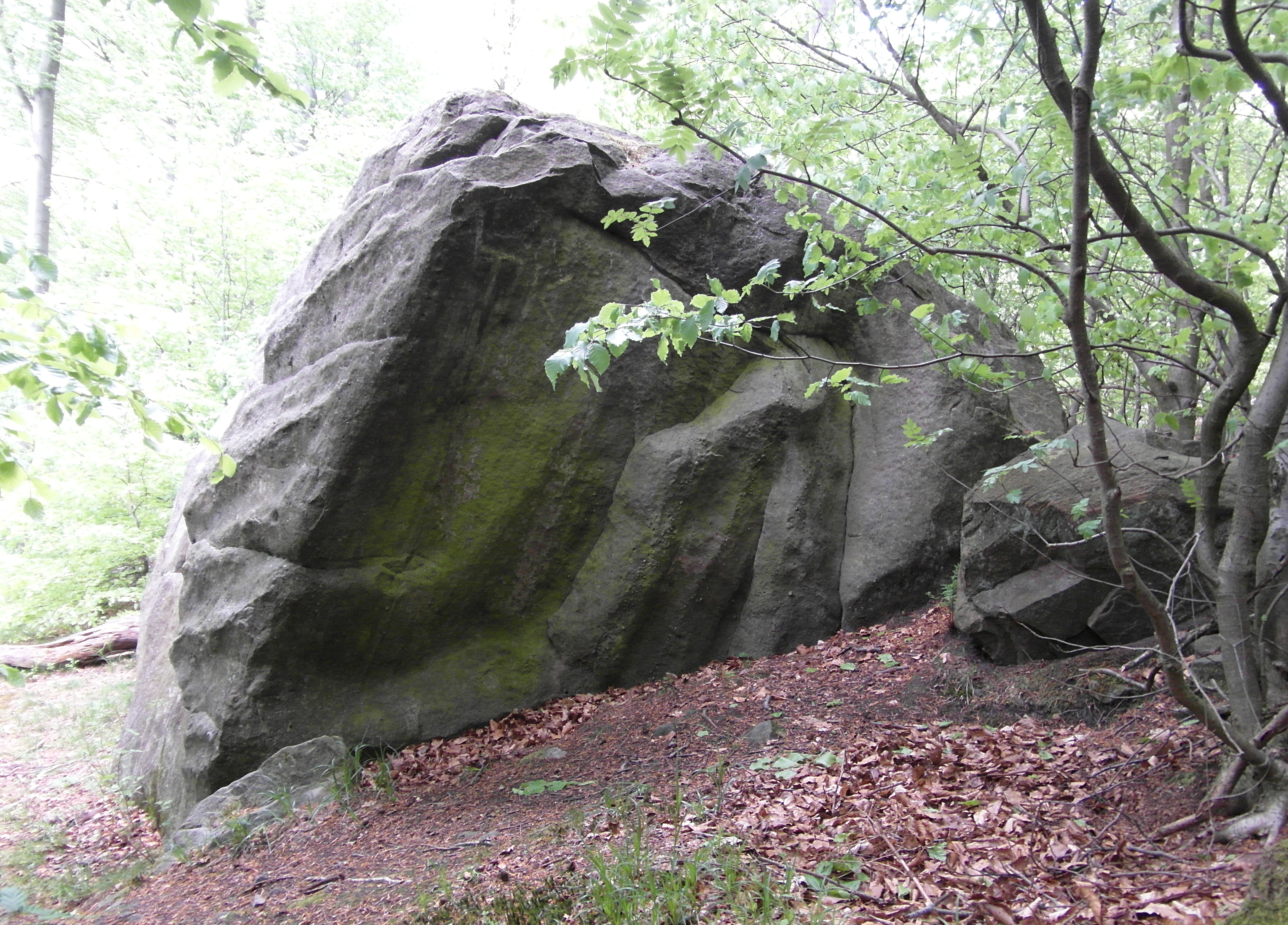
Einfallende Gesteinsschichten an der Südostseite der Teufelskanzel

Die Teufelskanzel ist ein als Felsklippe kategorisierter Sandsteinquader mit einem geschätzten Volumen von ca. 37 m³.
Am Deisterhang finden sich in der Umgebung der Teufelskanzel zahlreiche weitere kleinere Sandsteinblöcke. Grund ist die unterschiedliche Verwitterung der am Südwesthang zu Tage tretenden, nach Nordosten einfallenden Sandstein- und Mergelschichten aus der Unterkreidezeit.

## Naturdenkmal
Die untere Naturschutzbehörde des Landkreises Hameln-Pyrmont führt die „Teufelskanzel im Deister“ unter dem Kennzeichen ND-HM 174 als Naturdenkmal. Als Schutzgrund werden Eigenart und erdgeschichtliche Bedeutung genannt.

## Sage
Eine Sage erzählt, ein wütender Riese habe die Teufelskanzel und die Felsblöcke in der Teufelskammer aus dem südwestlich des Deisters liegenden Sünteltal an ihren heutigen Platz geschleudert.